# Le storie
Le storie è una collana editoriale di fumetti pubblicata in Italia da Sergio Bonelli Editore da ottobre 2012. Raccoglie serie di diversi autori, che spaziano dal fantasy, alla fantascienza, al western, all'horror alle ambientazioni storiche e geografiche.

## Storia editoriale
La collana è stata ideata da Mauro Marcheselli, il quale propose a Sergio Bonelli di pubblicare degli albi sul modello della serie degli anni settanta Un uomo un'avventura. La casa editrice, consapevole del fatto che quel tipo di formato in Italia non ha mai avuto un grande successo, decise di farli uscire in edicola con il classico aspetto bonelliano, adottando la stessa foliazione in uso per Tex, di 110 pagine. Nell'estate del 2014 ha esordito una serie parallela di supplementi annuali a colori.
Con la pubblicazione del centesimo numero, nel gennaio 2021, la collana smette di pubblicare storie inedite. A partire dal numero 101, pubblicato nel marzo dello stesso anno, la serie, rinominata Le storie cult, inizia la ripubblicazione di vecchio materiale della casa editrice.

## Serie spin-off
Alcune storie pubblicate nella collana hanno dato poi vita a seguiti e a progetti autonomi in alcuni casi addirittura seriali:
- Chanbara scaturita dagli albi 2 e 15, La redenzione del samurai e I fiori del massacro.
- Il trittico di storie ambientate nel Nordamerica del XVIII secolo iniziato con lo Speciale 2, Mohawk River e proseguito lo Speciale 6, Kentucky River.

- Mercurio Loi scaturito dall'albo 28, Mercurio Loi.

- Il trittico di volumi dedicati a Cesare Lombroso scaturito dall'albo 63, Il cuore di Lombroso.
- Gli Speciali 5 e 8 ovvero L'inquisitore e L'inquisitore - Doppio incubo.

## Elenco degli albi
Il mensile si differenzia dal tipico albo Bonelli per la maggior foliazione e per la presenza sulla copertina dei nomi degli autori dello stesso. Queste caratteristiche si ritrovano anche negli albi Speciali che però si distinguono per essere a colori.

### Serie regolare
Copertine di Aldo Di Gennaro, esclusi gli albi n.81,82,e 83 (Napoleone).
Nota a margine: Keller e Hollywoodland sono prima usciti in libreria su I romanzi a fumetti, per essere poi ripubblicati successivamente a puntate su Le storie. 

## 2012
| Nr. | Titolo                    | Data di pubblicazione | Soggetto / Sceneggiatura | Disegni             |
| --- | ------------------------- | --------------------- | ------------------------ | ------------------- |
| 1   | Il boia di Parigi         | Ottobre 2012          | Paola Barbato            | Giampiero Casertano |
| 2   | La redenzione del samurai | Novembre 2012         | Roberto Recchioni        | Andrea Accardi      |
| 3   | La rivolta dei Sepoy      | Dicembre 2012         | Giuseppe De Nardo        | Bruno Brindisi      |

## 2013
| Nr. | Titolo                    | Data di pubblicazione | Soggetto / Sceneggiatura | Disegni                          |
| --- | ------------------------- | --------------------- | ------------------------ | -------------------------------- |
| 4   | No smoking                | Gennaio 2013          | Pasquale Ruju            | Carlo Ambrosini                  |
| 5   | Il lato oscuro della Luna | Febbraio 2013         | Alessandro Bilotta       | Matteo Mosca                     |
| 6   | Ritorno a Berlino         | Marzo 2013            | Paolo Morales            | Paolo Morales Davide De Cubellis |
| 7   | La pattuglia              | Aprile 2013           | Fabrizio Accatino        | Giampiero Casertano              |
| 8   | Amore nero                | Maggio 2013           | Gigi Simeoni             | Gigi Simeoni                     |
| 9   | Mexican Standoff          | Giugno 2013           | Diego Cajelli            | Matteo Cremona                   |
| 10  | Nobody                    | Luglio 2013           | Alessandro Bilotta       | Pietro Vitrano                   |
| 11  | Il lungo inverno          | Agosto 2013           | Giovanni Di Gregorio     | Francesco Ripoli                 |
| 12  | La pazienza del destino   | Settembre 2013        | Paola Barbato            | Giovanni Freghieri               |
| 13  | Il moschettiere di ferro  | Ottobre 2013          | Giovanni Gualdoni        | Giorgio Pontrelli                |
| 14  | Cuore di lupo             | Novembre 2013         | Carlo Ambrosini          | Carlo Ambrosini                  |
| 15  | I fiori del massacro      | Dicembre 2013         | Roberto Recchioni        | Andrea Accardi                   |

## 2014
| Nr. | Titolo                | Data di pubblicazione | Soggetto / Sceneggiatura | Disegni                              |
| --- | --------------------- | --------------------- | ------------------------ | ------------------------------------ |
| 16  | Friedrichstrasse      | Gennaio 2014          | Alessandro Bilotta       | Matteo Mosca                         |
| 17  | Oxid Age              | Febbraio 2014         | Gigi Simeoni             | Gigi Simeoni                         |
| 18  | I combattenti         | Marzo 2014            | Luigi Mignacco           | Paolo Raffaelli                      |
| 19  | Scacco alla regina    | Aprile 2014           | Giovanni Di Gregorio     | Alessia Fattore Maurizio Di Vincenzo |
| 20  | La gabbia             | Maggio 2014           | Paola Barbato            | Daniele Caluri                       |
| 21  | L'ultima trincea      | Giugno 2014           | Giovanni Gualdoni        | Sergio Gerasi                        |
| 22  | Eroe senza patria     | Luglio 2014           | Fausto Vitaliano         | Paolo Mottura                        |
| 23  | Il principe di Persia | Agosto 2014           | Paola Barbato            | Nicola Mari                          |
| 24  | La voce di un angelo  | Settembre 2014        | Stefano Vietti           | Alfio Buscaglia                      |
| 25  | Capodanno cubano      | Ottobre 2014          | Pasquale Ruju            | Max Avogadro                         |
| 26  | Il tesoro di Bisanzio | Novembre 2014         | Giancarlo Marzano        | Giovanni Lorusso                     |
| 27  | Il fattore Z          | Dicembre 2014         | Giovanni Gualdoni        | Marco Bianchini                      |

## 2015
| Nr. | Titolo                  | Data di pubblicazione | Soggetto / Sceneggiatura | Disegni              |
| --- | ----------------------- | --------------------- | ------------------------ | -------------------- |
| 28  | Mercurio Loi            | Gennaio 2015          | Alessandro Bilotta       | Matteo Mosca         |
| 29  | La battaglia di Marengo | Febbraio 2015         | Pasquale Ruju            | Franco Saudelli      |
| 30  | I due re                | Marzo 2015            | Paola Barbato            | Giulio Giordano      |
| 31  | Il prezzo dell'onore    | Aprile 2015           | Fabrizio Accatino        | Paolo Bacilieri      |
| 32  | Ex tenebris             | Maggio 2015           | Giovanni Di Gregorio     | Christopher Possenti |
| 33  | La grande madre         | Giugno 2015           | Lorenzo Calza            | Francesco Bonanno    |
| 34  | L'innocente             | Luglio 2015           | Gianmaria Contro         | Francesco Ripoli     |
| 35  | L'abisso                | Agosto 2015           | Mauro Boselli            | Luca Rossi           |
| 36  | Lyserium                | Settembre 2015        | Alberto Ostini           | Leila Leiz           |
| 37  | Abissinia!              | Ottobre 2015          | Claudio Nizzi            | Emiliano Tanzillo    |
| 38  | Ramsey & Ramsey         | Novembre 2015         | Alessandro Bilotta       | Michele Bertilorenzi |
| 39  | Neogenesi               | Dicembre 2015         | Carlo Ambrosini          | Giulio Camagni       |

## 2016
| Nr. | Titolo                   | Data di pubblicazione | Soggetto / Sceneggiatura | Disegni             |
| --- | ------------------------ | --------------------- | ------------------------ | ------------------- |
| 40  | I sogni dei morti        | Gennaio 2016          | Paola Barbato            | Anna Lazzarini      |
| 41  | Atto d'accusa            | Febbraio 2016         | Giuseppe De Nardo        | Giuliano Piccininno |
| 42  | La terra dei vigliacchi  | Marzo 2016            | Alessandro Bilotta       | Pietro Vitrano      |
| 43  | Le nebbie di Boisbonnard | Aprile 2016           | Fabrizio Accatino        | Eleonora Dea Nanni  |
| 44  | Xamu                     | Maggio 2016           | Gigi Simeoni             | Alessandro Giordano |
| 45  | Balaklava                | Giugno 2016           | Luigi Mignacco           | Salvatore Pezone    |
| 46  | Illusioni                | Luglio 2016           | Fabrizio Accatino        | Giampiero Wallnofer |
| 47  | Sangue e ghiaccio        | Agosto 2016           | Tito Faraci              | Pasquale Frisenda   |
| 48  | Notturno newyorkese      | Settembre 2016        | Samuel Marolla           | Max Avogadro        |
| 49  | Golem                    | Ottobre 2016          | Francesco Artibani       | Werther Dell'Edera  |
| 50  | Il condannato            | Novembre 2016         | Fausto Vitaliano         | Luigi Pittaluga     |
| 51  | I dannati di Pitcairn    | Dicembre 2016         | Claudio Nizzi            | Giovanni Lorusso    |

## 2017
| Nr. | Titolo                | Data di pubblicazione | Soggetto / Sceneggiatura | Disegni                              |
| --- | --------------------- | --------------------- | ------------------------ | ------------------------------------ |
| 52  | Dollari d'argento     | Gennaio 2017          | Gigi Simeoni             | Giuseppe Baiguera                    |
| 53  | Razo, il brigante     | Febbraio 2017         | Fausto Vitaliano         | Matteo Mosca                         |
| 54  | La mano nera          | Marzo 2017            | Onofrio Catacchio        | Onofrio Catacchio                    |
| 55  | Fort Ticonderoga      | Aprile 2017           | Paolo Morales            | Fabio Ramacci                        |
| 56  | Ix B'alaam            | Maggio 2017           | Andrea Voglino           | Stefano Landini                      |
| 57  | Polvere di fata       | Giugno 2017           | Giovanni Di Gregorio     | Alessia Fattore Maurizio di Vincenzo |
| 58  | Il sangue dei mortali | Luglio 2017           | Giancarlo Marzano        | Tommaso Bianchi                      |
| 59  | Mugiko                | Agosto 2017           | Gianfranco Manfredi      | Pedro Mauro                          |
| 60  | La legge Zero         | Settembre 2017        | Giovanni Eccher          | Valentino Forlini                    |
| 61  | Astromostri           | Ottobre 2017          | Antonio Serra            | Maurizio Rosenzweig                  |
| 62  | Memoryville           | Novembre 2017         | Gianmaria Contro         | Max Avogadro                         |
| 63  | Il cuore di Lombroso  | Dicembre 2017         | Davide Barzi             | Francesco De Stena                   |

## 2018
| Nr. | Titolo                  | Data di pubblicazione | Soggetto / Sceneggiatura     | Disegni                          |
| --- | ----------------------- | --------------------- | ---------------------------- | -------------------------------- |
| 64  | Il dono di Atena        | Gennaio 2018          | Giuseppe De Nardo            | Andrea Riccadonna                |
| 65  | Il Terzo Giorno         | Febbraio 2018         | Isaak Friedl Marco Nucci     | Stevan Subic                     |
| 66  | Angela                  | Marzo 2018            | Paolo Morales                | Fabio D'Agata                    |
| 67  | Giochi di potere        | Aprile 2018           | Paolo Morales                | Stefano Voltolini                |
| 68  | Ucciderò Madiba         | Maggio 2018           | Gabriella Contu              | Giuseppe Baiguera                |
| 69  | Il rianimatore          | Giugno 2018           | Antonio Costantini           | Claudio Montalbano               |
| 70  | Leone                   | Luglio 2018           | Diego Cajelli                | Arjuna Susini Francesco Francini |
| 71  | Gli eroi del Messico    | Agosto 2018           | Fausto Vitaliano             | Renzo Calegari                   |
| 72  | Come quando fuori piove | Settembre 2018        | Simone Gabrielli             | Simone Gabrielli                 |
| 73  | Inciso nel sangue       | Ottobre 2018          | Emiliano Polo                | Salvo Coniglione                 |
| 74  | Wildlife                | Novembre 2018         | Michele Medda, Paola Barbato | Fabio Detullio Werner Maresta    |
| 75  | Il mistero del lago     | Dicembre 2018         | Fabrizio Accatino            | Tommaso Bianchi                  |

## 2019
| Nr. | Titolo                                   | Data di pubblicazione | Soggetto / Sceneggiatura | Disegni         |
| --- | ---------------------------------------- | --------------------- | ------------------------ | --------------- |
| 76  | La corsa del lupo 1 - Tre pietre nere    | Gennaio 2019          | Gigi Simeoni             | Gigi Simeoni    |
| 77  | La corsa del lupo 2 - Nel nido del ragno | Febbraio 2019         | Gigi Simeoni             | Gigi Simeoni    |
| 78  | La corsa del lupo 3 - L'ultimo miglio    | Marzo 2019            | Gigi Simeoni             | Gigi Simeoni    |
| 79  | China Song 1 - Sulla via della seta      | Aprile 2019           | Luigi Mignacco           | Marco Foderà    |
| 80  | China Song 2 - La Tigre di Ferro         | Maggio 2019           | Luigi Mignacco           | Marco Foderà    |
| 81  | Napoleone 1 - Le ali di Allegra          | Giugno 2019           | Carlo Ambrosini          | Carlo Ambrosini |
| 82  | Napoleone 2 - La signora Robinson        | Luglio 2019           | Carlo Ambrosini          | Paolo Bacilieri |
| 83  | Napoleone 3 - L'Inferno in cielo         | Agosto 2019           | Carlo Ambrosini          | Giulio Camagni  |
| 84  | Il prisma oscuro                         | Settembre 2019        | Maurizio Principato      | Max Avogadro    |
| 85  | L'uomo temperato                         | Ottobre 2019          | Chiara Rufino            | Matteo Mosca    |
| 86  | Keller 1 - Un volto, due vite            | Novembre 2019         | Luigi Mignacco           | Paolo Raffaelli |
| 87  | Keller 2 - Gangster Story                | Dicembre 2019         | Luigi Mignacco           | Paolo Raffaelli |

## 2020
| Nr. | Titolo                             | Data di pubblicazione | Soggetto / Sceneggiatura     | Disegni                                                             |
| --- | ---------------------------------- | --------------------- | ---------------------------- | ------------------------------------------------------------------- |
| 88  | Keller 3 - Musuraca                | Gennaio 2020          | Luigi Mignacco               | Paolo Raffaelli                                                     |
| 89  | La giungla nera                    | Febbraio 2020         | Paolo Morales                | Dante Spada                                                         |
| 90  | Cassidy 1 - Cenere alla cenere     | Marzo 2020            | Pasquale Ruju                | Armitano Elisabetta Barletta Gianluigi Gregorini                    |
| 91  | Cassidy 2 - La scelta di Emily     | Aprile 2020           | Pasquale Ruju                | Armitano Elisabetta Barletta Tommaso Bianchi                        |
| 92  | Cassidy 3 - L'uomo dei sogni       | Maggio 2020           | Pasquale Ruju                | Armitano Ivan Zoni Tommaso Bianchi                                  |
| 93  | Hollywoodland 1 - Babilonia        | Giugno 2020           | Michele Masiero              | Roberto Baldazzini                                                  |
| 94  | Hollywoodland 2 - Polvere e sangue | Luglio 2020           | Michele Masiero              | Roberto Baldazzini                                                  |
| 95  | Hollywoodland 3 - Il grande nulla  | Agosto 2020           | Michele Masiero              | Roberto Baldazzini                                                  |
| 96  | Legs Weaver 1 - Ellissi            | Settembre 2020        | Antonio Serra Mirko Perniola | Francesca Palomba Michela Da Sacco Mariano De Biase Maurizio Gradin |
| 97  | Legs Weaver 2 - Strage             | Ottobre 2020          | Antonio Serra Mirko Perniola | Francesca Palomba Maurizio Gradin Mario Jannì                       |
| 98  | Legs Weaver 3 - Nemesi             | Novembre 2020         | Antonio Serra                | Francesca Palomba                                                   |
| 99  | Il calzolaio del re                | Dicembre 2020         | Gigi Simeoni                 | Roberto Baldazzini                                                  |

## 2021
| Nr. | Titolo               | Data di pubblicazione | Soggetto / Sceneggiatura | Disegni                                                        |
| --- | -------------------- | --------------------- | ------------------------ | -------------------------------------------------------------- |
| 100 | Finale di partita    | Gennaio 2021          | Gianmaria Contro         | Massimo Cipriani Tommaso Bianchi Max Bertolini Paolo Raffaelli |
| 101 | Il grande Judok      | Marzo 2021            | Gian Luigi Bonelli       | Giovanni Ticci                                                 |
| 102 | Rio Kid              | Aprile 2021           | Gian Luigi Bonelli       | Roy D'Amy                                                      |
| 103 | Il sergente York     | Maggio 2021           | Roy D'Amy                | Roy D'Amy                                                      |
| 104 | Billy the Kid        | Giugno 2021           | Rino Albertarelli        | Rino Albertarelli                                              |
| 105 | Il piccolo Ranger    | Luglio 2021           | Andrea Lavezzolo         | Francesco Gamba                                                |
| 106 | Il ribelle           | Agosto 2021           | Guido Nolitta            | Sergio Tarquinio e Roberto Diso                                |
| 107 | Dopo la sconfitta    | Settembre 2021        | Guido Nolitta            | Sergio Tarquinio                                               |
| 108 | Un uomo un'avventura | Ottobre 2021          | Gino D'Antonio           | Ferdinando Tacconi                                             |
| 109 | Il cavaliere nero    | Novembre 2021         | Gian Luigi Bonelli       | EsseGesse                                                      |
| 110 | Judas                | Dicembre 2021         | Ennio Missaglia          | Vladimiro Missaglia                                            |

## 2022
| Nr. | Titolo                  | Data di pubblicazione | Soggetto / Sceneggiatura       | Disegni                        |
| --- | ----------------------- | --------------------- | ------------------------------ | ------------------------------ |
| 111 | L'uomo di Chicago       | Gennaio 2022          | Alfredo Castelli               | Giancarlo Alessandrini         |
| 112 | Nick Raider             | Febbraio 2022         | Maurizio Colombo Claudio Nizzi | Bruno Ramella                  |
| 113 | Un ragazzo del far west | Marzo 2022            | Guido Nolitta                  | Franco Bignotti                |
| 114 | Un ragazzo del far west | Aprile 2022           | Guido Nolitta                  | Franco Bignotti Giovanni Ticci |
| 115 | Il giudice Bean         | Maggio 2022           | Guido Nolitta                  | Sergio Tarquinio               |
| 116 | L'esploratore scomparso | Giugno 2022           | Decio Canzio                   | Alfio Ticci                    |
| 117 | Il serpente d'argento   | Luglio 2022           | Pier Carpi                     | Virgilio Muzzi                 |
| 118 | Un uomo e la sua colt   | Agosto 2022           | Andrea Mantelli                | Rernato Polese                 |
| 119 | L'astronave perduta     | Settembre 2022        | Giorgio Pezzin                 | Luigi Corteggi                 |
| 120 | Il mestiere di spia     | Ottobre 2022          | Andrea Mantelli                | Roberto Diso                   |
| 121 | Gli strangolatori       | Novembre 2022         | Pier Carpi                     | Roberto Diso                   |
| 122 | L'ombra della forca     | Dicembre 2022         | Andrea Mantelli                | Renato Polese                  |

## 2023
| Nr. | Titolo                                          | Data di pubblicazione | Soggetto / Sceneggiatura | Disegni           |
| --- | ----------------------------------------------- | --------------------- | ------------------------ | ----------------- |
| 123 | Geronimo                                        | Gennaio 2023          | Rino Albertarelli        | Rino Albertarelli |
| 124 | Requiem per un legionario                       | Febbraio 2023         | Andrea Mantelli          | Renato Polese     |
| 125 | Davy Crockett                                   | Marzo 2023            | Gian Luigi Bonelli       | Renzo Calegari    |
| 126 | Davy Crockett - Attacco notturno                | Aprile 2023           | Gian Luigi Bonelli       | Renzo Calegari    |
| 127 | Jed Smith                                       | Maggio 2023           | Rino Albertarelli        | Rino Albertarelli |
| 128 | Gordon Jim                                      | Giugno 2023           | Roy D'Amy                | Gino D'Antonio    |
| 129 | Gordon Jim - Tamburi di guerra                  | Luglio 2023           | Roy D'Amy                | Gino D'Antonio    |
| 130 | Toro Seduto                                     | Agosto 2023           | Rino Albertarelli        | Rino Albertarelli |
| 131 | Wild Bill Hickok                                | Settembre 2023        | Rino Albertarelli        | Rino Albertarelli |
| 132 | La Pattuglia dei bufali                         | Ottobre 2023          | Roy D'Amy                | Roy D'Amy         |
| 133 | La valle delle nebbie - La Pattuglia dei bufali | Novembre 2023         | Roy D'Amy                | Roy D'Amy         |
| 134 | Un caso misterioso - La Pattuglia dei bufali    | Dicembre 2023         | Roy D'Amy                | Roy D'Amy         |

## 2024
| Nr. | Titolo                                  | Data di pubblicazione | Soggetto / Sceneggiatura | Disegni                           |
| --- | --------------------------------------- | --------------------- | ------------------------ | --------------------------------- |
| 135 | Joselito                                | Gennaio 2024          | Armando Monasterolo      | Alberto Gatti                     |
| 136 | Wyatt Earp                              | Febbraio 2024         | Rino Albertarelli        | Rino Albertarelli                 |
| 137 | Il giudice Bean - Furia apache          | Marzo 2024            | Guido Nolitta            | Sergio Tarquinio                  |
| 138 | Joselito II - Per seicentomila pesos    | Aprile 2024           | Armando Monasterolo      | Armando Monasterolo/Alberto Gatti |
| 139 | Herman Lehmann                          | Maggio 2024           | Rino Albertarelli        | Rino Albertarelli/ Sergio Toppi   |
| 140 | Il sergente York - La foresta in fiamme | Giugno 2024           | Roy D'Amy                | Roy D'Amy                         |
| 141 | Frank Canton                            | Luglio 2024           | Rino Albertarelli        | Rino Albertarelli                 |
| 142 | Veracruz - Joselito 3                   | Agosto 2024           | Armando Monasterolo      | Alberto Gatto                     |
| 143 | Bill Doolin                             | Settembre 2024        | Rino Albertarelli        | Rino Albertarelli                 |
| 144 | I Macheteros - Joselito 4               | Ottobre 2024          | Armando Monasterolo      | Alberto Gatto Luigi Merati        |
| 145 | George Armstrong Custer                 | novembre 2024         | Rino Albertarelli        | Rino Albertarelli                 |
| 146 | Pancho Villa! – Joselito 5              | dicembre 2024         | Armando Monasterolo      | Luigi Merati                      |

## 2025
| Nr. | Titolo                     | Data di pubblicazione | Soggetto / Sceneggiatura | Disegni             |
| --- | -------------------------- | --------------------- | ------------------------ | ------------------- |
| 147 | Bronco Apache - Joselito 6 | gennaio 2025          | Armando Monasterolo      | Armando Monasterolo |
| 148 | Seta Gialla - Joselito 7   | febbraio 2025         | Armando Monasterolo      | Alfio Ticci         |
| 149 | La caccia                  | marzo 2025            | Giorgio Casanova         | Mario Milano        |
| 150 | La notte delle streghe     | aprile 2025           | Francesco Donato         | Alberto Castiglioni |
| 151 |                            |                       |                          |                     |
| 152 |                            |                       |                          |                     |
| 153 |                            |                       |                          |                     |
| 154 |                            |                       |                          |                     |
| 155 |                            |                       |                          |                     |
| 156 |                            |                       |                          |                     |
| 157 |                            |                       |                          |                     |
| 158 |                            |                       |                          |                     |

### Speciali
| Nr. | Titolo                            | Data di pubblicazione | Soggetto / Sceneggiatura | Disegni             | Colori              |
| --- | --------------------------------- | --------------------- | ------------------------ | ------------------- | ------------------- |
| 1   | Uccidete Caravaggio!              | Luglio 2014           | Giuseppe De Nardo        | Giampiero Casertano | Arianna Florean     |
| 2   | Mohawk River                      | Luglio 2015           | Mauro Boselli            | Angelo Stano        | Angelo Stano        |
| 3   | Klon                              | Luglio 2016           | Corrado Mastantuono      | Corrado Mastantuono | Corrado Mastantuono |
| 4   | Lavennder                         | Luglio 2017           | Giacomo Bevilacqua       | Giacomo Bevilacqua  | Giacomo Bevilacqua  |
| 5   | L'inquisitore                     | Luglio 2018           | Gianfranco Manfredi      | Antonio Lucchi      |                     |
| 6   | Kentucky River                    | Luglio 2019           | Mauro Boselli            | Angelo Stano        |                     |
| 7   | Leonardo - L'ombra della congiura | Luglio 2020           | Giuseppe De Nardo        | Antonio Lucchi      |                     |
| 8   | L'inquisitore - Doppio incubo     | Luglio 2021           | Gianfranco Manfredi      | Antonio Lucchi      |                     |

### Volumi da libreria
| Titolo                        | Casa editrice          | Data di pubblicazione | Soggetto           | Sceneggiatura      | Disegni                         | Colorazione                  | Copertina           |
| ----------------------------- | ---------------------- | --------------------- | ------------------ | ------------------ | ------------------------------- | ---------------------------- | ------------------- |
| Il principe e il boia         | Sergio Bonelli Editore | Novembre 2015         | Paola Barbato      | Paola Barbato      | Giampiero Casertano Nicola Mari | b/n                          | Aldo Di Gennaro     |
| Chanbara - La via del samurai | Bao Publishing         | Novembre 2015         | Roberto Recchioni  | Roberto Recchioni  | Andrea Accardi                  | Stefano Simeone Luca Bertelè | Andrea Accardi      |
| Mercurio Loi                  | Sergio Bonelli Editore | Aprile 2017           | Alessandro Bilotta | Alessandro Bilotta | Matteo Mosca                    | Stefano Simeone              | Manuele Fior        |
| Uccidete Caravaggio!          | Sergio Bonelli Editore | Settembre 2017        | Giuseppe De Nardo  | Giuseppe De Nardo  | Giampiero Casertano             | Arianna Florean              | Giampiero Casertano |
| Lavennder                     | Sergio Bonelli Editore | Novembre 2017         | Giacomo Bevilacqua | Giacomo Bevilacqua | Giacomo Bevilacqua              | Giacomo Bevilacqua           | Giacomo Bevilacqua  |
| Il prezzo dell'onore          | Sergio Bonelli Editore | Settembre 2018        | Fabrizio Accatino  | Fabrizio Accatino  | Paolo Bacilieri                 | b/n                          | Paolo Bacilieri     |
| Mohawk River                  | Sergio Bonelli Editore | Novembre 2018         | Mauro Boselli      | Mauro Boselli      | Angelo Stano                    | Angelo Stano                 | Angelo Stano        |
| Kentucky River                | Sergio Bonelli Editore | Settembre 2019        | Mauro Boselli      | Mauro Boselli      | Angelo Stano                    | Angelo Stano                 | Angelo Stano        |
| La Mano Nera                  | Sergio Bonelli Editore | Novembre 2020         | Onofrio Catacchio  | Onofrio Catacchio  |                                 |                              |                     |